# اعتصابات و اعتراضات کارگران و کارکنان ۱۴۰۳ ایران
اعتصابات و اعتراضات کارگران و کارکنان ۱۴۰۳ ایران، شامل اعتراضات کارگران و کارمندان دائمی، موقت، پیمانی، پروژه‌ای مربوط به بخش خصوصی یا دولتی شاغل در شرکت‌ها، موسسات، ادارات، کارخانه‌ها، کارگاه‌ها یا کارگران آزاد ساختمانی و تأسیساتی یا کارگران بیکار در ایران است. این معترضان در اعتراض به گرانی، تورم بالا، حقوق و دستمزدهای پایین، معوقات مزدی، کوچک شدن سبد معیشتی و زندگی در زیر خط فقر، برای رسیدگی به مشکلات قانونی و نارسایی‌های شغلی، وضعیت معیشتی، رفع تبعیض و مقابله با تورم و ستم موجود نسبت به آنها دست به اعتراضات مسالمت‌آمیز می‌زنند.
طبق گزارش‌ها جدید، آمار ثبت شده تجمعات اعتراضی و اعتصاب کارگری در ۲۰۲۴ (عمدتا در ۱۴۰۳) بیش از ۱۳۷۰ مورد بوده است که عمده آنها مربوط به مطالبات مزدی است. همچنین دست کم ۶۸۵ تن در سوانح کاری کشته شدند و بیش از ۴۵۴۰ مورد صدمات جسمی به کارگران در حین کار گزارش شده است.

## اعتصابات و اعتراضات

#### ۱۵ فروردین
بنابر گزارش اتحادیه آزاد کارگران ایران، گروهی از کارکنان بعضی از بانک‌های کشور در اعتراض به وضعیت معیشتی در محل کار خود برای ساعاتی دست از کار کشیده و اعتصاب کردند. اعتصاب‌کنندگان اعلام کردند که این یک هشدار به مدیران نظام بانکی کشور است و چنانچه حق و حقوق بازنشستگان و کارکنان زحمتکش و مظلوم شاغل توسط مدیران مربوط رسیدگی و پیگیری نشود، دست به اعتصابات بیشتری خواهند زد.

#### ۱۹ فروردین
به گزارش شورای هماهنگی تشکل‌های صنفی فرهنگیان ایران، گروهی از کارمندان بهزیستی استان کردستان در اعتراض به پایین بودن حقوق و مزایا و وضعیت معیشتی خود در چند شهرستان این استان تحصن کردند. این معترضان می‌گویند حکومت با اجرای سیاست‌های تبعیض‌آمیز و تورم‌زا، از افزایش بودجه معلولان بر اساس ابعاد تورم سالیانه پرهیز کرده است.

#### ۲۴ فروردین
گروهی از کارکنان شرکت نفت فلات قاره ایران در جزیره لاوان در محل کار خود تجمع اعتراضی برپا کردند. حذف محدودیت حق‌سنوات بازنشستگی، اصلاح کف حقوق، حذف سقف حقوق، اجرای کامل ماده ۱۰، پرداخت بک-پی ماده ۱۰ و عدم تفکیک مشاغل در مناطق عملیاتی از جمله درخواست‌های این کارگران بودند.

#### ۲۷ فروردین
- گروهی از کارگران راه‌آهن اراک در اعتراض به حقوق پایین، مشکلات معیشتی و عدم رسیدگی به این وضعیت‌شان در برابر اداره کل راه‌آهن این شهر تجمع اعتراضی برپا کردند.[۵]
- گروه‌هایی از «کارکنان خدماتی آموزش و پرورش» در برابر ساختمان فرمانداری خمینی‌شهر و همچنین در ناحیه پنج اصفهان در اعتراض به دستمزدهای پایین و مشکلات معیشتی خود تجمع‌های اعتراضی برپا کردند.[۵]

#### ۲۹ فروردین
جمعی از کارگران اخراجی شرکت ملی صنعتی فولاد در در اعتراض به اخراج خود و تبعید برخی از کارگران برای خدمت در ورزشگاه غدیر اهواز در برابر این شرکت در اهواز، تجمع اعتراضی برپا کردند.

#### ۳ اردیبهشت
- گروهی از کارکنان وزارت جهاد کشاورزی در برابر ساختمان این وزارتخانه در تهران، تجمع اعتراضی برپا کردند.[۷]
- کارگران خدماتی شهرداری یاسوج در اعتراض به عدم پرداخت هشت ماه دستمزد خود دست به اعتصاب زده و در برابر شهرداری این شهر تجمع اعتراضی برپا کردند.[۸]

#### ۴ اردیبهشت
- کارگران «کاغذ پارس‌طبیعت سلولز» در ادامه اعتراض به اخراج ۱۰۰ تن از همکاران‌شان و بلاتکلیفی شغلی خود در برابر ساختمان فرمانداری شهرستان شوش تجمع اعتراضی برپا کردند.[۸] این تجمع اعتراضی از روز اول اردیبهشت در برابر این واحد صنعتی و فرمانداری بعد از آن شروع شد که برخی از خطوط تولیدی کارخانه کاغذ پارس طبیعت سلولز، شروع به تعطیل شدن کرده‌اند.[۸]
- جمعی از کارگران فصلی مزارع نیشکر کشت و صنعت «میان آب» در استان خوزستان نسبت به آنچه «ابهام در وضعیت» شغلی خود می‌گویند، در برابر فرمانداری شوش تجمع اعتراضی برپا کردند.[۸]

#### ۸ اردیبهشت
کارگران کارخانه «کاغذ پارس طبیعت سلولز» در اعتراض به عدم رسیدگی به درخواست‌های آن‌ها در برابر فرمانداری شهرستان شوش تجمع اعتراض برپا کردند.

#### ۱۱ اردیبهشت
کارگران کارخانه «کاغذ پارس طبیعت سلولز» یازدهمین روز اعتصاب و تجمع اعتراضی خود را در برابر فرمانداری شهرستان شوش برپا کردند. بیش از ۸۰۰ کارگر این کارخانه خواهان حذف پیمانکار، راه‌اندازی تمام خطوط تولید، رفع تبعیض، نزدیک کردن دستمزد کارگران به شرکت‌های فعال در منطقه، امنیت شغلی و بهبود وضعیت شغلی و مزایای دریافتی هستند.

#### ۱۶ اردیبهشت
گروهی از رانندگان پایانه مرزی مهران در برابر استانداری ایلام در اعتراض به وجود دلالان مسافر که امنیت جانی و شغلی آن‌ها را تحت تأثیر قرار داده‌اند تجمع اعتراضی برپا کردند.

#### ۱۷ اردیبهشت
گروهی از کارگران شرکت ساختمانی تیراژ چابهار دراعتراض به معوقات مزدی و اخراج کارگران بومی و استخدام کارگران غیر بومی به فعالیت‌های روزانه خود توقف زده و اعتصاب کردند.

#### ۲۵ اردیبهشت
جمعی از کارکنان شرکت برق نورآباد دراعتراض به وضعیت حقوقی و معیشتی خود اعتصاب کردند. معترضان با پهن کردن سفره خالی و با طرح مطالبات خود از جمله: دستمزد نازل، اجرا نشدن کامل طرح طبقه‌بندی مشاغل، تبعیض در مبالغ پرداختی، در برابر ساختمان استانداری لرستان تحصن کردند.

#### ۲۸ اردیبهشت
گروهی از کارگران شاغل در شرکت نفت فلات قاره ایران در محل کار خود در جزیره لاوان تجمع اعتراضی برپا کردند.

#### ۲۹ اردیبهشت
گروهی از کارگران مشغول به کار در فاز ۱۴ پارس جنوبی از جمله در شرکت‌های اکسیرصنعت، پایندان و شرکت ipmi دست از کار کشیده و اعتصاب کردند.

#### ۳۱ اردیبهشت
- شماری از کارگران لوکوموتیوران راه‌آهن استان کرمان در اعتراض به «اخراج تعدادی از همکاران خود» به دلیل «جمع‌آوری امضا» و «مسائل معیشتی و شغلی» در برابر ساختمان اداری راه‌آهن کرمان تجمع اعتراضی برپا کردند. اعتراضات معیشتی در ایران در حالی ادامه دارد که براساس اعلام منابع خبری دولت نه فقط در مهار تورم موفق نبوده، بلکه در یک رکورد شکنی ۸۰ ساله نرخ تورم به بالای ۵۲ درصد رسیده است.[۱۵]
- گروهی از کارگران مشغول به کار در شرکت نفت فلات قاره ایران واقع در جزیره خارک در اعتراض به وضعیت نامناسب معیشتی خود در محل کارشان تجمع اعتراضی برپا کردند.[۱۶]

#### ۱ خرداد
بر اساس گزارش «شورای سازماندهی اعتراضات کارگران پیمانی نفت»، اعتصابات عده‌ای از کارگران پروژه‌ای در تأسیسات گوناگون مس سرچشمه، پتروشیمی دهلران، پتروشیمی عسلویه و بوشهر برگزار شد. بنابر این گزارش، کارگران داربست‌بند «شرکت گسترش صنعت پادنا»، برق و ابزار دقیق «شرکت جهانپارس» در مس سرچشمه، «پتروشیمی دهلران» در دشت عباس، برق و ابزار دقیق «شرکت ستاره تاراز» در سایت یک بوشهر و رنگ و عایق «شرکت سازه پاد» سایت یک بوشهر به نشانه اعتراض دست از کار کشیده و کارگاه‌های خود را ترک کردند. قبل از آن هم، بیش از ۱۲۰۰ تن از کارگران شاغل در فاز ۱۴ کنگان در ۲۹ اردیبهشت دست به اعتصاب زدند. دلایل اعتراضات کارگران عبارت است از سطح پایین دستمزدها، اخراج کارگران، مشکل پرداخت نشدن به موقع دستمزد، اجرا نشدن صحیح طبقه‌بندی مشاغل، خصوصی‌سازی و بهبود شرایط کار.

#### ۵ خرداد
- گروهی از جوانان کارگر جویای کار درحالی‌که نسبت به بیکاری جوانان بومی و به کار گرفتن افراد غیر بومی اعتراض دارند در برابر مجتمع کشت و صنعت هفت‌تپه تجمع کردند.[۱۸]
- اعتصاب کارگران شاغل در فاز ۱۴ پارس جنوبی از جمله در شرکت‌های اکسیرصنعت، پایندان و شرکت ipmi از ۲۹ اردیبهشت در اعتراض به عدم افزایش مزد در سال جدید و معوقات مزدی ادامه یافته است. آنها با توجه به نرخ تورم خواهان افزایش ۴۵ درصدی مزد در تمام رده‌های شغلی هستند.[۱۸]

#### ۱۱ خرداد
جمعی از کارکنان رسمی و عملیاتی مشغول به کار در شرکت نفت فلات قاره ایران در جزیره لاوان با برپایی تجمع اعتراضی در محل کارشان خواهان رسیدگی به درخواست‌های خود شدند.

#### ۱۳ خرداد
جمعی از کارکنان شرکت ملی حفاری ایران در برابر ساختمان این شرکت در اهواز با برپایی تجمع اعتراضی خواهان رسیدگی به درخواست‌های خود شدند. آنها خواهان اجرای کامل فاز دوم طرح طبقه‌بندی مشاغل، حذف کامل شرکت‌های پیمانکاری، تخصیص بدون تبعیض بن‌کارت و مزایای مزدی و بهبود وضعیت شغلی خود بودند.

#### ۱۵ خرداد
جمعی از کارگران بیکار بومی در خوزستان در اعتراض به وضعیت معیشتی و تقاضای استخدام، در برابر شرکت نیشکر هفت‌تپه در اعتراض به اینکه نباید از غیر بومی‌ها استفاده شود تجمع اعتراضی برپا کردند. پیش از این نیز گروهی از تجمع‌کنندگان به دادستانی فرا خوانده شدند.

#### ۱۹ خرداد
گروهی از نانوایان در اعتراض به وضعیت نامناسب قیمت نان و حقوق و معیشت کارگران، در برابر ساختمان استانداری ایلام تجمع اعتراضی برپا کردند.

#### ۲۱ خرداد
در فیروزآباد، کارگران شرکت «کربنات سدیم کاوه» در اعتراض به وضعیت معیشتی خود دست به اعتصاب زده و شعار می‌دادند: «دستمزد عادلانه زندگی شایسته».

#### ۲۲ خرداد
جمعی از کارگران پیمانکاری مربوط به پتروشیمی اصفهان، در اعتراض به دریافت نکردن دستمزد خود، اعتصاب و تجمع اعتراضی برپا کردند. همچنین گروهی از کارگران بیکار شده پروژه پتروشیمی «ارغوان‌گستر» در برابر در ورودی این مجتمع تجمع اعتراضی برپا کردند. در ایران نه‌تنها مهار تورم توسط حکومت موفق نبوده، بلکه به‌طور بی‌سابقه‌ای در ۸۰ سال اخیر، به بالای ۵۲ درصد رسیده است.

#### ۲۶ خرداد
اعتراض کارگران پاک‌بان شهرداری زاهدان در اعتراض به عدم پرداخت معوقات مزدی چند ماهه خود چهار روز است که ادامه یافته است. همچنین کارگران شهرداری بندر خمینی در خوزستان نیز نسبت به عدم دریافت حداقل سه ماه دستمزد خود اعتراض نموده و دست‌کم پنج روز در اعتصاب بوده‌اند.

#### ۳۰ خرداد
- بنابر گزارش‌های خبری، کارگران کارخانه قدیمی داروگر می‌گویند ۷ ماه حق بیمه و حدود ۴ ماه مزد آنها پرداخت نشده است، به‌طوریکه آنها چند بار در صحن کارخانه تجمع اعتراضی برپا کردند.[۲۶] از طرفی کارگران سابقه‌دار این کارخانه تهدید به اخراج می‌شوند. این کارخانه سال گذشته به‌دلیل بی‌کفایتی مدیران و نبود مواد اولیه تولید، تهدید به‌تعطیلی شد.[۲۶]
- اعتراض تعدادی از کارگران بیکار شده پروژه‌ای در پتروشیمی ارغوان گستر به دلیل ادامه یافتن روند بیکاری کارگران ادامه یافته است.[۲۶]

#### ۳۱ خرداد
طبق گزارش رسانه‌های حکومتی به دنبال تأخیر در حذف پیمانکار و تبدیل وضعیت نیروهای مستمر به «قرارداد معین»، دور جدیدی از اعتراضات با شعار «سفره همه کارگران یکی است» از ۳۱ خرداد ۱۴۰۳ بین کارگران پروژه‌ای در پتروشیمی‌ها، پالایشگاه‌ها و سایر مراکز نفت و گاز و ارکان ثالث با هدف ۱۴ روز کار ۱۴ روز مرخصی و افزایش دستمزدها آغاز شده است. برپایه این گزارش تا امروز دست‌کم سه هزار نیروی قراردادی، پروژه‌ای، ارکان ثالث و ۲۵ شرکت دیگر به این اعتراضات پیوستند.

#### ۱ تیر
بر پایه اخبار رسانه‌ها اعتصاب سراسری کارگران پروژه‌ای نفت و گاز و پتروشیمی روز جمعه اول تیر ماه نیز ادامه یافته است.

#### ۳ تیر
مطابق اخبار شبکه‌های اجتماعی، اعتصاب کارگران پروژه‌ای صنایع نفت، گاز و پتروشیمی ایران برای پنجمین روز متوالی ادامه پیدا کرد. «شورای سازماندهی اعتراضات کارگران پیمانی نفت» در کانال تلگرامی خود با انتشار چند ویدئو از اعتصاب کارگران پروژه‌ای در نقاط مختلف کشور، ضمن تأکید بر پشتیبانی سراسری از این مطالبات و اعتصابات کارگران پروژه‌ای از کلیه کارگران این پروژه‌ها تقاضا کرد که به این اعتصابات بپیوندند.

#### ۴ تیر
گروهی از کارگران پیمانکاری آب و فاضلاب شهرستان رودبار به دلیل پرداخت نشدن هفت ماه از حقوق آنها تجمع اعتراضی در این شهر برپا کردند.

#### ۵ تیر
بنابر گزارش شورای سازماندهی اعتراضات کارگران پیمانی نفت، اعتصاب کارگران پروژه‌ای نفت و گاز جنوب برای هفتمین روز ادامه یافته است. هزاران نیروی پروژه‌ای و پیمانی نفت و ... تاکنون در بیش از صد شرکت به این اعتصاب پیوسته‌اند. این اعتصاب که از هفته گذشته شروع شده، کارگران خواستار اجرای طرح ۱۴ روز کار ۱۴ روز مرخصی، افزایش دستمزدها و حذف پیمانکاران از عرصه‌های نفت و گاز و نیروگاهی بودند.

#### ۶ تیر
نیروهای خدماتی اورژانس اجتماعی و کارگران شهرداری سنندج به واریز نشدن چندین ماهه لیست بیمه درمانی خود اعتراض کردند. اداره تأمین اجتماعی «به دلیل بدهی‌های مالی شهرداری سنندج»، چند ماه است که اعتبار بیمه درمانی کارگران را تمدید نمی‌کند.

#### ۱۰ تیر
اعتصاب کارکنان پروژه‌ای صنایع نفت و گاز که خواهان طرح ۱۴ روز کار، ۱۴ روز استراحت، افزایش حقوق، حذف پیمانکار و بهبود ایمنی محیط کار هستند برای یازدهمین روز پی در پی ادامه پیدا کرد. بنابر گزارش شبکه‌های اجتماعی شمار اعتصاب‌کنندگان بیش از ۲۲ هزار نفر است که تعدادی از آنها با ترک محل کار، به خانه‌های خود رفته‌اند. تلاش پیمانکاران این است که اعتصابات را با جایگزین کردن نیروهای کار جدید مهار کنند، اما تاکنون موفق به این کار نشده‌اند.

#### ۱۲ تیر
کارگران شرکتی «طرح آبیاری کارون بزرگ» در استان خوزستان به دلیل شرایط شغلی و وضعیت استخدامی خود، سه روز است که در اعتراض قرار دارند.

#### ۱۳ تیر
اعتصاب هزاران کارگر پروژه‌ای در بیشتر از از ۱۲۰ شرکت که از ۱۵ روز پیش شروع شده و تعداد کارگران شرکت کننده در آن اضافه شده‌اند هنوز ادامه دارد. بنابر بیانیه شورای سازماندهی اعتراضات کارگران غیررسمی نفت (ارکان ثالث)، درخواست‌های اعتصاب کنندگان ارکان ثالث شامل: حذف کامل شرکت‌های مافیایی پیمانکاری به عنوان مهم‌ترین درخواست، «بازگشت به کار بدون قید و شرط» یک کارگر اخراج شده «ملی حفاری» و همچنین آزادی و بازگشت به کار دو کارگر از «شرکت توسعه فولاد گل‌گهر سیرجان»، اجرای طرح طبقه‌بندی مشاغل و پرداخت بن‌کارت و نفت‌کارت ذکر شده است.

#### ۱۹ تیر
شورای بازنشستگان ایران گزارش داد که در پی اعتصاب کارگران آبفای رودبار به دلیل هشت ماه حقوق معوقه و اعتراض آنها بر سر وجود نارسایی‌های موجود و عدم رسیدگی به مشکلات مردم، شرکت آب و فاضلاب این شهر، در دومین هفته اعتصاب کارگران، حق بیمه اعتصاب‌کنندگان را لغو کرده است.

#### ۲۰ تیر
جمعی از کارکنان شرکت بهره‌برداری نفت و گاز آغاجاری در برابر ساختمان مدیریت این شرکت تجمع اعتراضی برپا کردند و خواهان رسیدگی به درخواست‌های خود بودند.

#### ۲۱ تیر
- به گزارش اتحادیه آزاد کارگران ایران، اعتصاب حداقل بیست و چهار هزار کارگر پروژه‌ای در نیروگاه‌ها، پالایشگاه‌ها و پتروشیمی‌های شرکت نفت و گاز جنوب، همچنان ادامه دارد.[۳۷]
- به گزارش خبرگزاری ایلنا در استان خوزستان، اعتصاب ۳۵۰ کارگر «صنایع خمیر و کاغذ دیبای شوشتر» وارد نهمین روز خود شد. کارگران معترض مطالبات خود را حق بیمه تأمین اجتماعی، پرداخت دستمزد معوقه و سایر درخواست‌های صنفی عنوان کردند.[۳۸]

#### ۲۲ تیر
شورای سازماندهی اعتراضات کارگران پیمانی نفت، بیانیه‌ای منتشر کرد و با اشاره به اینکه اعتصاب کارگران وارد بیست و چهارمین روز خود شده است، تأکید کرده که کارگران به شکل متحد و سراسری به اعتصاب خود ادامه خواهند داد. در این بیانیه گفته شده که پیمانکاران در مقابل اعتصاب کارگران به انواع توطئه‌گری‌ها مبادرت کردند، اما نتوانستند کاری بکنند. این شورا همزمان اسامی ۱۲۳ شرکت صنعت نفت و گاز که کارگران آن در این اعتصاب شرکت دارند را منتشر کرده است.

#### ۲۵ تیر
گروهی از کارگران شاغل در شرکت سینا در پتروشیمی چابهار، به علت عدم رسیدگی به درخواست‌هایشان، در محل کار خود تجمع اعتراضی برپا کردند.

#### ۲۷ تیر
جمعی از کارکنان شرکت بهره‌برداری نفت و گاز آغاجاری، به دلیل عدم رسیدگی به درخواست‌هایشان، در برابر ساختمان مدیریت این شرکت، تجمع اعتراضی برپا کردند. معترضان خواهان اجرای کامل ماده ۱۰ قانون نفت، حذف سقف حقوق، پرداخت بک پی ماده ۱۰، بازنگری در اساسنامه صندوق بازنشستگی و حفظ استقلال و تمامیت این صندوق، حذف محدودیت حق سنوات بازنشستگی، بودند.

#### ۳۰ تیر
- در تهران گروهی از حواله داران شرکت مدیران خودرو در برابر ساختمان وزارت صمت تجمع اعتراضی برپا کرده و خواستار رسیدگی به درخواست‌هایشان شدند.[۴۳]
- بنابر گزارش رسانه‌ها به دنبال ادامه هفته‌ها تجمع و تحصن اعتراضی جمعی از کارگران شرکت پتروشیمی «ارغوان‌گستر» ایلام، دو نفر از جمله یکی از کارگران به دلیل بیکاری ناشی از پایان قرارداد کارشان و پاسخگو نبودن مسئولان و همچنین همسر یکی از کارگران، دست به خود کشی زدند که توسط دیگران از اقدام آنها ممانعت شده است.[۴۴]

#### ۲ مرداد
- بنابر گزارش شورای سازماندهی اعتراضات کارگران پیمانی نفت نیروهای رسمی مناطق نفت‌خیز در اهواز در پالایشگاه گاز «فجر جم» و سازمان منطقه ویژه اقتصادی انرژی پارس در عسلویه، تجمع اعتراضی بزرگی برپا کردند. معترضان در این تجمع، حذف محدودیت حق سنوات بازنشستگی، حذف مدیران فاسد، حذف سقف حقوق، اجرای کامل ماده ۱۰ و پرداخت معوقات آن، تفکیک نکردن مشاغل در مناطق عملیاتی و استرداد مازاد مالیات کسر شده را از جمله مطالبات خود اعلام کردند.[۴۵]
- بنابر گزارش شبکه اجتماعی، کارگران شرکت «ارغوان‌گستر» در شهرستان چوار استان ایلام مجدداً تجمع اعتراضی برپا کردند.[۴۵]
- همچنین کارگران شرکت کشت و صنعت مغان به دلیل «ناکارآمدی مدیرعامل» در استان اردبیل تجمع اعتراضی برپا کردند.[۴۵]

#### ۳ مرداد
- گروهی از کارکنان مجتمع نفت و گاز سکوی بهرگانسر در استان بوشهر، با برگزاری تجمع اعتراضی مطالبات صنفی و معیشتی خود را پیگیری کردند.[۴۶]
- جمعی از کارکنان نهضت سوادآموزی کشور، برای سومین روز متوالی در برابر ساختمان آموزش و پرورش تهران جهت درخواست رسیدگی به مطالبات صنفی خود تجمع اعتراضی برپا کردند. معترضان که از نقاط مختلف کشور به تهران سفر کرده بودند نسبت به نامعلوم بودن شرایط شغلی خود اعتراض کرده و خواهان رسمی شدن خود بودند.[۴۶]
- گروهی از کارگران جوان جویای کار برای هشتاد و ششمین روز متوالی در برابر شرکت نیشکر هفت تپه در استان خوزستان، تجمع اعتراضی برگزار کرده و جویای کار بودند.[۴۶]

#### ۸ مرداد
در استان خوزستان جمعی از کارگران شرکت فولاد شادگان که به دلیل «تعلیق پروژه فاز دوم» این شرکت «پایان کار خورده‌اند» و شغل خود را از دست داده‌اند، در برابر ساختمان این شرکت تجمع اعتراضی برپا کردند.

#### ۹ مرداد
بنابر گزارش یک منبع کارگری، به دنبال اعتراض ۱۶۰ کارگر کارخانه «ام‌دی‌اف آریاک کیمیای» که به علت قطعی برق و توقف تولید از مشاغل خود تعلیق شده بودند، به کار خود بازگشتند. ده‌ها کارگری که به بهانه کاهش تولیدات در اثر قطع برق، به یکباره از شغل تعلیق شده بودند هر کدام «دارای سوابق ۱۰ تا ۱۵ سال» بودند.

#### ۱۱ مرداد
شورای سازماندهی اعتراضات کارگران پیمانی نفت روز پنجشنبه ۱۱ مرداد، اعلام کرد که اعتصاب هزاران کارگر پروژه‌ای ادامه دارد و در برخی از مراکز نفتی، پیمانکاران مطالبه ۱۴–۱۴ آنها را پذیرفته‌اند. کارگران پروژه‌ای در این اعتصاب که از روز ۳۰ خرداد در بخش نفت، گاز و پتروشیمی شده بود، خواستار پرداخت به موقع پرداخت دستمزد، حذف پیمانکاران، بهبود لازم کیفیت غذا و شرایط زیستی در کمپ‌ها و ایمنی محیط کارشان هستند.

#### ۱۲ مرداد
صدها تن از کارگران معترض شرکت واگن پارس اراک علیه مدیرعامل این شرکت تجمع اعتراضی برپا کردند. اعتصاب این کارگران به مدت پنج روز پی در پی ادامه داشته است.

#### ۱۵ مرداد
گروهی از کارگران سکوی نفتی نصر واقع در خلیج فارس در اعتراض به اخراج تعدادی از کارگران این کارخانه در محل کارشان تجمع اعتراضی برپا کردند.

#### ۱۹ مرداد
جمعی از کارکنان شرکت فولاد مکران چابهار، به علت عدم دریافت حقوق دوماهه خود تجمع اعتراضی برپا کردند.

#### ۲۲ مرداد
- بنابر گزارش رسانه‌های صنفی و حقوق بشری ایران، تجمع اعتراضی کارگران واگن پارس بیش از پانزده روز است که ادامه دارد. اعتصاب‌کنندگان اعلام کردند که در این مجموعه در مورد پاداش‌ها تبعیض حاکم است و از طرفی با وجود تولید بالا، حقوق‌ها با تأخیر پرداخت می‌شود و از مزایای مزدی کارگران کاسته شده است.[۵۳]
- گروهی از نیروهای اخراج شده شرکت سیمان خوزستان، در برابر این شرکت دست به یک تجمع اعتراضی زدند.[۵۴]

#### ۲۳ مرداد
- جمعی از کارکنان نهضت سواد آموزی در اعتراض به بلاتکلیفی وضعیت شغلی خود دست به تجمع اعتراضی زدند.[۵۵]
- بنابر گزارش شورای سازماندهی اعتراضات کارگران غیررسمی نفت، اعتراض هفتگی ارکان ثالث ادامه یافته است. این کا رگران در پالایشگاه‌های سوم، پنجم، هفتم، نهم، دهم و دوازدهم مجتمع گاز پارس جنوبی در تجمع اعتراضی خود اعلام کردند که به اعتراضاتشان ادامه خواهند داد. کارگران معترض خواستار حذف کامل شرکت‌های پیمانکاری، اجرایی شدن توافقات قبلی، حق تجمع و اعتراض، بازگشت به کار فوری بی قید و شرط همکاران آنها، اجرای صحیح طرح طبقه‌بندی مشاغل و نظام پرداخت عادلانه و همسطح با نیروهای رسمی و قراردادی مطابق توافقات قبلی با وزارت نفت هستند.[۵۶]

#### ۵ شهریور
ده‌ها تن از کارکنان شرکت نفت و گاز پارس عسلویه راهپیمایی اعتراضی برپا کردند. آنها با تأکید بر درخواست‌های کارکنان صنعت نفت، شعارهای اعتراضی مانند: «حقوق عادلانه، حق مسلم ماست.»، «حقوق ما کم می‌شه، نفت و گاز تولید می‌شه.» مطالبات معترضان شامل برکناری مسئولان نالایق و فاسد، حذف محدودیت حق سنوات بازنشستگی، حذف سقف دستمزد و بازنگری در اساسنامه صندوق بازنشستگی می‌باشند.

#### ۶ شهریور
- بر اساس گزارش‌های منتشر شده در رسانه‌های اجتماعی، جمعی از کارکنان رسمی شرکت بهره‌برداری نفت و گاز آغاجاری، در اعتراض به ادامه بی‌توجهی مقامات حکومتی به درخواست‌هایشان، مجدداً در برابر ساختمان مدیریت این شرکت تجمع اعتراضی برپا کردند. مهم‌ترین درخوست‌های معترضان در این قسمت از صنعت نفت و گاز ایران، اصلاح کف حقوق، حق سنوات بازنشستگی، حذف سقف حقوق، حذف محدودیت اجرای کامل ماده ۱۰ و درخواست اولویت‌دار دفاع از صندوق بازنشستگی نفت است.[۵۸]
- گروهی از کارکنان پالایشگاه‌های ۳، ۵، ۶، ۷، ۹، ۱۰، ۱۱، و ۱۲ در مجتمع گاز پارس جنوبی در عسلویه در برابر ساختمان اداری این پالایشگاه‌ها تجمع اعتراضی برپا کردند. شورای سازماندهی اعتراضات کارگران پیمانی نفت گزارش داد که خواسته‌های این معترضان، «حق ایجاد تشکل و برپایی تجمع و اعتراض»، «برکناری مسئولان نالایق و فاسد»، «حذف شرکت‌های پیمانکاری»، «بازگشت به کار فوری و بی قید و شرط دو تن از همکارن اخراجی»، «اجرای ۱۴ روز کار، ۱۴ روز استراحت»، «حذف سقف دستمزد»، حذف محدودیت حق سنوات بازنشستگی و «بازنگری در اساسنامه صندوق بازنشستگی» می‌باشند.[۵۸][۵۹]
- گروهی از کارگران کارخانه واگن پارس اراک در سی و دومین روز اعتصاب‌شان به دلیل عدم رسیدگی به مطالبات‌شان، مجدداً تجمع اعتراضی برپا کردند. معترضان شعار دادند: «کارگر می‌میرد، ذلت نمی‌پذیرد.». مطالبات این کارگران عبارتند از: پرداخت نشدن حقوق و کلیه مزایا و پاداش‌ها، انجام ندادن محاسبات سنوات و سختی کار، اجرا نشدن طرح طبقه‌بندی مشاغل و به تعویق انداختن امور بیمه‌ای و مالیاتی.[۵۸]
- در تبریز کارکنان شسکام، وابسته به شرکت مخابرات، تجمع اعتراضی برپا کردند و خواستار پرداخت معوقات چندین ماهه و همچنین رسیدگی به سایر درخواست‌های خود شدند.[۵۸]
- کانال تلگرامی «اعتراض مدنی بازار»، گزارش داد که کارگران یک شرکت پیمانکاری شهرداری طبس در اعتراض به تأخیر در دریافت حقوق‌شان تجمع اعتراضی برپا کردند.[۵۸]
- بنابر گزارش اتحادیه آزاد کارگران ایران، گروهی از صنعتگران شهرک صنعتی بزرگ اصفهان، در اعتراض به قطعی برق همه روزه و ایجاد خسارت‌های زیاد به بخش تولید و صنعت در اداره برق شاهین شهر تجمع اعتراضی برپا کردند.[۵۹]
- در نیشابور قریب به ۶۰۰ نفر از نیروهای پیمانی مجتمع فولاد خراسان به دلیل تغییر مزایا و حق و حقوق خود اعتصاب کردند.[۵۹]

#### ۷ شهریور
جمعی از کارکنان دانشگاه علوم پزشکی در ایلام به دلیل عدم رسیدگی به مطالبات‌شان در برابر استانداری این شهرستان تجمع اعتراضی برگزار کردند.

#### ۹ شهریور
جمعی از کارکنان شرکت نفت فلات قاره در مناطق عملیاتی بهرگان و لاوان با برگزاری تجمع‌های اعتراضی خواهان رسیدگی به درخواست‌های خود شدند.

#### ۱۲ شهریور
- بیش از ۱۱۰۰ کارگر شرکت واگن پارس اراک در چهلمین روز از اعتراضات صنفی خود راهپیمایی اعتراضی برگزار کردند. معترضان خواستار افزایش دستمزد، برکناری مدیر عامل و بهبود شرایط کار این شرکت شدند.[۶۲]
- گروهی از کارگران صنعت نفت در پالایشگاه ششم نفت و گاز پارس جنوبی، به علت عدم رسیدگی به درخواست‌هایشان، در برابر اداره مرکزی این پالایشگاه، تجمع اعتراضی برپا کردند.[۶۳]
- کارگران ۱۳ واحد از سکوهای گازی چهل‌گانه نفت و گاز پارس در اعتراض به عدم رسیدگی به مطالبات‌شان تحصن اعتراضی برپا کردند.[۶۳]

#### ۱۳ شهریور
بنابر گزارش‌های منابع مختلف خبری، تجمع‌ها و اعتصاب‌های کارکنان مجموعه ارکان ثالث در پالایشگاه‌های سوم، پنجم، ششم، هفتم، هشتم، نهم، دهم، و یازدهم مجتمع گاز پارس جنوبی در عسلویه ادامه یافته است. کانال تلگرامی اعتراض مدنی بازار از قول کارگران معترض نوشته است: «ما حتی در پالایشگاه‌هایی که به لحاظ فشارهای امنیتی و سرکوب حراست، قادر به برگزاری تجمع اعتراضی نیستیم، تماماً دست از کار کشیده و هیچ گونه درخواستی را نسبت به فوریت کار و تولید نمی‌پذیریم.»

#### ۱۵ شهریور
- جمعی از کارگران کارخانه لاستیک بارز کرمان در اعتراض به دستمزد پایین و کسر مالیات بالا از حقوق‌شان در محل کار خود اعتصاب کرده و تجمع اعتراضی برپا کردند.[۶۵]
- گروهی از کارگران شرکت شمش انزلی در اعتراض به تغییر وضعیت بیمه آنها از بخش کارگری به کارمندی بین سال‌های ۹۲ تا ۹۸ دست از کار کشیده و اعتصاب کردند.[۶۶]

#### ۱۶ شهریور
- گروهی از کارکنان شرکت نفت فلات قاره ایران به دلیل عدم رسیدگی به مطالبات‌شان در محل کار خود در منطقه نفتی لاوان تجمع اعتراضی برپا کردند. مطالبات معترضان عبارتند از: اصلاح نظام حقوق و دستمزد، حذف محدودیت حق سنوات بازنشستگی، حذف مدیران نالایق، اجرای کامل ماده ۱۰، پرداخت بک-پی ماده ۱۰، عدم تفکیک مشاغل در مناطق عملیاتی و استرداد مازاد مالیات کسر شده.[۶۵]
- در شهرستان مهر گروهی از کارکنان پالایشگاه گاز پارسیان، به دلیل عدم رسیدگی به مطالبات‌شان شامل: اصلاح نظام حقوق و دستمزد، اجرای مقررات مربوط به حقوق و مزایا، اجرای کامل ماده ۱۰، حذف محدودیت حق سنوات بازنشستگی و معافیت مالیاتی، در محل کار خود تجمع اعتراضی برپا کردند.[۶۵]

#### ۱۹ شهریور
- در بوشهر کارکنان معترض شرکت پالایش گاز فجر جم، با دادن شعارهایی مانند «سر و ته حقوق رو زدند ظالمانه، حق مسلم ماست حقوق عادلانه» و «قرارداد استخدام اجرا باید گردد، کسورات نامشروع ملغی باید گردد»، تجمع و راهپیمایی اعتراضی برپا کردند.[۶۷]
- جمعی از کارکنان معترض شرکت نفت و گاز پارس عسلویه، با دادن شعار «حقوق عادلانه، حق مسلم ماست»، تجمع و راهپیمایی اعتراضی برپا کردند.[۶۷]

#### ۲۰ شهریور
- بنابر گزارش اتحادیه آزاد کارگران ایران، گروهی از نیروهای خدماتی آموزش و پرورش، در برابر ساختمان وزارت آموزش و پرورش در تهران تجمع اعتراضی برپا کردند.[۶۸]
- کارگران ارکان ثالث وزارت نفت همراه با کارگران پشتیبانی مربوط به شرکت‌های پیمانکاری شاغل در پالایشگاه‌های اول، سوم، پنجم، ششم، هفتم، هشتم، نهم، دهم، یازدهم و دوازدهم در پالایشگاه‌های گاز پارس جنوبی در اعتراض به عدم رسیدگی به مطالبات خود تجمع اعترضی برپا کردند.[۶۹]

#### ۲۱ شهریور
- در جریان اعتراضات صنفی کارگران کارخانه لاستیک بارز کرمان سه کارگر بازداشت شده و به مکان نامعلومی انتقال یافتند.[۷۰]
- اعتراضات کارگران اخراجی پتروشیمی ارغوان گستر ایلام مجدداً از سر گرفته شده است. این کارگران با سوابق ۵ تا ۱۰ سال که تعداد آن‌ها حدود ۳۰۰ نفر است، نسبت به عدم پیگیری مشکلات شغلی خود از جانب مقامات حکومتی اعتراض دارند و خواستار رسیدگی و اقدام جدی برای حل مشکلات‌شان هستند.[۷۱]

#### ۲۳ شهریور
در دو منطقه عملیاتی سیری و لاوان کارگران شرکت نفت فلات قاره برای رسیدگی به مطالبات صنفی و معیشتی خود بار دیگر تجمع اعتراضی برپا کردند. بنابر گزارش شبکه اجتماعی «افکار نفت»، معترضان خواهان حذف کامل سقف حقوق، حذف سقف بازنشستگی، پرداخت کامل سنوات، برکناری «مدیران بی‌کفایت»، استرداد مازاد مالیات کسرشده، اجرای کامل ماده ۱۰ و پرداخت بک‌پی آن و عدم ادغام صندوق بازنشستگی کارکنان نفت با سایر صندوق‌های ورشکسته شدند.

#### ۲۴ شهریور
گروهی از کارگران پیمانکاری شرکت شسکام در استان آذربایجان شرقی، در برابر شرکت مخابرات در تبریز تجمع اعتراضی برپا کردند. آن‌ها گفتند که تا محقق شدن حقوقِ کامل خود شامل: کلیه معوقات، همه موارد قرارداد، تمام کسورات و حق بیمه و طبقه‌بندی مشاغل و غیره به اعتراض خود ادامه خواهیم داد.

#### ۲۶ شهریور
- در بندر ماهشهر کارگران پایانه‌ها و مخازن پتروشیمی تجمع اعتراضی برپا کردند. علت این اعتراض مشکلاتی از جمله: «عدم اجرای تبدیل وضعیت کارکنان مطابق با شرکت‌های هم‌جوار، عدم اجرای طرح طبقه‌بندی مشاغل پرسنل پیمان‌کاری، عدم پرداخت پتروکارت، کسر مبالغ پاداش‌های بهره‌وری و مشکلات مکرر در پرداخت به‌موقع حق بیمه اجتماعی» گزارش شده است.[۷۳]
- در بوشهر جمعی از کارکنان شرکت پالایش گاز فجر جم و شرکت نفت و گاز پارس در عسلویه به علت کسر بخشی از مبالغ پرداختی به آنها و اجرا نشدن قراردادها راهپیمایی و تجمع اعتراضی برپا کردند. معترضان شعار می‌دادند: «قرارداد استخدام اجرا باید گردد، کسورات نامشروع ملغی باید گردد.»[۷۳] همچنین کارگران مربوط به برخی از سکوهای گازی چهل‌گانه نفت و گاز پارس مانند سکوهای SPD16، SPD19C, SPD19A, SPD4، SPD20، SPD17B در اعتراض به عدم رسیدگی به مطالبات آنها شامل: اصلاح نظام و دستمزد کارکنان عملیاتی صنعت نفت و اجرای فوری رای ترمیم حقوق تحصن اعتراضی برپا کردند.[۷۴]

#### ۲ مهر
- شورای سازماندهی کارگران پیمانی نفت گزارش کرد که اعتراضات حدود ۴۰۰ نفر از کارکنان رسمی شرکت پایانه‌ها و مخازن پتروشیمی ماهشهر که کار آنها بارگیری مواد شیمیایی از مخازن کشتی‌ها در اسکله است، در پنجمین روز خود ادامه یافت.[۷۵]
- به گزارش منبع فوق، همچنین اعتراض‌ها حداقل در مراکزی مانند: شرکت نفت فلات قاره ایران منطقه عملیاتی لاوان بوشهر، شرکت نفت و گاز پارس کنگان، مجتمع گاز پارس جنوبی منطقه عسلویه، شرکت پالایش گاز فجر جم، سکوهای ۴۰ گانه پی.او.جی. سی و سکوی عملیاتی نصر منطقه سیری جریان داشت. معترضان در تجمع اعتراضی شرکت پالایش گاز فجر جم تأکید کردند: «حقوق عادلانه، اجرا باید گردد.» و در تجمع کارکنان شرکت نفت و گاز پارس عسلویه شعار دادند: «حقوق عادلانه، حق مسلم ماست.»[۷۵]

#### ۳ مهر
کارگران معدن طرزه دامغان در اعتراض به پایین بودن دستمزد و عدم پرداخت مطالبات آنها دست به اعتصاب زدند.

#### ۴ مهر
- بنابر گزارش رسانه‌های داخل ایران قریب به ۱۴۰۰ کارگر قراردادی و پیمانکاری معدن زغال‌سنگ طزره، زیرمجموعه شرکت زغال‌سنگ البرز شرقی در استان سمنان، ۳ روز است که اعتصاب کرده‌اند. درخواست‌های معترضان عبارتند از: حذف پیمانکار، عقد قرارداد مستمر و دائم، تأمین امنیت شغلی کارگران، افزایش حقوق حداقلی برای بهبود وضعیت معیشتی کارگران، رفع مشکلات بازنشستگی با درج عناوین شغلی غیر واقعی در لیست و دادن حق اعتراض و بیان مشکلات صنفی از سوی کارگران.[۷۷]
- بنابر گزارش رسانه‌ها اعتراض کارگران پایانه‌ها و مخازن پتروشیمی بندر ماهشهر برای هفتمین روز متوالی ادامه پیدا کرده است.[۷۷]
- در بوشهر خانواده‌های کارکنان رسمی صنعت نفت ساکن شهرک جم به علت پرداخت نشدن کامل حقوق و مزایا و کسورات ناعادلانه راهپیمایی اعتراضی برپا کردند. آنها شعار می‌دادند: «قرارداد استخدام اجرا باید گردد، کسورات نامشروع ملغی باید گردد.»[۷۷]

#### ۶ مهر
بنابر گزارش شبکه اجتماعی، فعالان تشکل‌های کارگری استان قزوین در نشست با مدیر عامل تأمین اجتماعی به روند موجود در سازمان تأمین اجتماعی از جمله «بی‌حرمتی به بازنشستگان» اعتراض کرده و گفتند که اقدامات این سازمان، کارگران را به کمیته امداد نزدیک کرده است. همچنین رئیس کانون عالی کارگران بازنشسته تأمین اجتماعی کشور نیز در این نشست مشکلات مربوط به سختی پرداخت و تغییر تاریخ پرداخت‌های بازنشستگان را مطرح نمود.

#### ۷ مهر
گروهی از کارگران شرکت مادکوش در هرمزگان به دلیل پایین بودن حقوق‌شان دست از کار کشیده و اعتصاب کردند.

#### ۸ مهر
بنابر گزارش اتحادیه آزاد کارگران ایران، جمعی از کارگران کارخانه فولاد زرند ایرانیان در کرمان در اعتراض به کاهش میزان کارانه‌ها در برابر ورودی این کارخانه تجمع اعتراضی برپا کردند.

#### ۹ مهر
بنابر گزارش شورای سازماندهی اعتراضات کارگران پیمانی نفت، در سایت یک عسلویه، سایت دو کنگان، نیروهای شاغل در شرکت نفت و گاز پارس، همچنین کارکنان پالایشگاه گاز فجر جم در بوشهر، نیروهای مشغول به کار در سکوی عملیاتی نصر در منطقه سیری، نفت و گاز پارس سکوهای ۴۰ گانه و شرکت مجتمع گازی پارس جنوبی تجمع‌های اعتراضی برپا کردند. این معترضان خواهان اجرای طرح طبقه‌بندی مشاغل کارگران پیمانکاری، پرداخت پتروکارت، اجرای تبدیل وضعیت شغلی خود مطابق شرکت‌های هم‌جوار و همچنین پرداخت کسورات پاداش‌های بهره‌وری به همراه معوقات اضافه‌کاری دو سال پیش خود هستند.

#### ۱۰ مهر
- بنابر گزارش شبکه اجتماعی کارگران، پالایشگاه‌های گاز پارس جنوبی برای نهمین هفته متوالی در یکی دیگر از سه‌شنبه‌های اعتراضی برای پیگیری مطالبات خود تجمع اعتراضی برپا کردند.[۸۲] مطالبات کارگران معترض عبارتند از: بازگشت به کار حجت رضایی، نماینده اخراجی کارگران، اجرای صحیح طرح طبقه‌بندی مشاغل برای همه کارگران پیمانکاری، اجرای توافقات قبلی در زمینه مرخصی استحقاقی و پرداخت حق کمپ و ... مسئولیت این اعتراضات به عهده کانون صنفی کارگران پیمانکاری مجتمع گاز پارس جنوبی است.[۸۲]
- بنابر گزارش شورای بازنشستگان ایران، جمعی از کارگران واحدهای فولادسازی و احیای مجتمع صنعتی چادرملو در اردکان به دلیل عدم رسیدگی به درخواست‌هایشان اعتصاب کرده و در محوطه این مجتمع تجمع اعتراضی برپا کردند.[۸۳]

#### ۱۱ مهر
تجمع اعتراضی کارگران پیمانکاری پالایشگاه پارسیان در استان فارس برای هفته دوم ادامه یافته است.

#### ۱۴ مهر
بنابر گزارش اتحادیه آزاد کارگران ایران، جمعی از کارگران معدن زغال‌سنگ طزره در اعتراض به گزارش عناوین شغلی جعلی از سوی پیمانکاران به تأمین اجتماعی برای پرداخت نکردن حق بیمه مشاغل سخت و زیان‌آور به آنها در برابر ساختمان استانداری سمنان، تجمع اعتراضی برپا کردند.

#### ۱۶ مهر
بنابر گزارش شبکه اجتماعی «اعتراض مدنی بازار» کارکنان پتروشیمی ارغوان گستر در اعتراض به دستگیری همکارانشان در برابر ساختمان دادگستری شهرستان چوار در استان ایلام تجمع اعتراضی برپا کردند. در اثنای این تجمع اعتراضی، دو نفر از جمله پدر یکی از معترضان بازداشت شده، به خودسوزی نافرجام دست زدند.

#### ۱۷ مهر
- بنابر گزارش اتحادیه آزاد کارگران ایران، گروهی از رانندگان درون‌شهری با خودروهای گازوئیل سوز، در اعتراض به اقدامات شرکت نفت و سازمان راهداری در مورد سهمیه‌بندی سوخت، در محل یکی از جایگاه‌های سوخت در اصفهان تجمع اعتراضی برپا کردند.[۸۷]
- بنابر گزارش اتحادیه آزاد کارگران ایران، جمعی از خانواده‌های کارگران شهرداری مریوان، در اعتراض به عدم پرداخت حقوق کارگران در حیاط شهرداری این شهر تجمع اعتراضی برپا کردند.[۸۷]
- بنابر گزارش اتحادیه آزاد کارگران ایران، تعدادی از کارگران شاغل در شرکت سیمان لامرد، در اعتراض به عدم پرداخت به موقع حقوق آنها در برابر در این شرکت تجمع اعتراضی برپا کردند.[۸۷]

#### ۱۹ مهر
- بنابر گزارش اتحادیه آزاد کارگران ایران، گروهی از کارگران شرکت سنگ آهن مرکزی بافق در اعتراض به عدم رسیدگی به مطالبات‌شان در محل کارشان تجمع اعتراضی برپا کردند.[۸۸]
- جمعی از کارگران شرکت آسفالت طوس وابسته به شرکت‌های پیمانکار معدن چادرملوی یزد برای چندمین روز متوالی است که با توقف زدن به کار تجمع اعتراضی برپا کرده و خواهان رسیدگی به مطالبات‌شان شامل: افزایش پایه حقوق و بهبود کیفیت بیمه تکمیلی خود بودند.[۸۸]

#### ۲۳ مهر
جمعی از کارکنان صنایع نفت و گاز در جزیره سیری در استان هرمزگان تجمع اعتراضی برپا کردند. معترضان خواستار بازپرداخت اضافه مالیات کسر شده و ترمیم میزان حداقل حقوق و اصلاح نظام حقوق و دستمزد خود بودند.

#### ۲۴ مهر
- گروهی از کارگران مربوط به پالایشگاه‌های هفتم، هشتم، نهم، دهم، یازدهم و دوازدهم مجتمع گاز پارس جنوبی در اعتراض به عدم رسیدگی به درخواست‌هایشان تجمع اعتراضی برپا کردند. مطالبات این کارگران عبارتند از: بازگشت به کار نماینده اخراجی کارگران، اجرای توافقات قبلی در مورد مرخصی استحقاقی و پرداخت حق کمپ، اجرای بدون تبعیض ۱۴ روز کار ۱۴ روز استراحت برای کارگران اداری و پشتیبانی، تغییر شرایط تردد و دستمزد رانندگان استیجاری و اجرای طرح طبقه‌بندی برای رانندگان غیرمالک و اجرای صحیح طرح طبقه‌بندی مشاغل برای همه کارگران پیمانکاری.[۹۰]
- در جزیره لاوان، گروهی از کارکنان شرکت نفت فلات قاره ایران در اعتراض به عدم رسیدگی به درخواست‌های خود تجمع اعتراضی برپا کردند. لازم است ذکر شود که مطالبات معترضان در کادر همان درخواست‌های مربوط به ماه‌های گذشته بود.[۹۰]

#### ۲۶ مهر
کارگران صنعت نفت و گاز در اعتراض به عدم رسیدگی به مطالبات خود تجمع اعتراضی برپا کردند.

#### ۳۰ مهر
در استان خراسان شمالی فعالان کارگری به «قطع بیمه» صدها کارگر توسط «سازمان تأمین اجتماعی» اعتراض کردند.

#### ۱ آبان
- شبکه اجتماعی «افکار نفت» نوشت که در ابتدای برپایی تجمع اعتراضی کارگران در محل منطقه ویژه عسلویه تعدادی از کارگران معترض با رفتار زننده نمایندگان اطلاعات و دادستانی که ماسک زده بودند بازداشت و به ماشین‌های یگان ویژه انتقال یافتند. بنابر گزارش «افکار نفت»، کارکنان رسمی نفت در شرکت‌های اس او جی سی، اس پی جی سی، نفت و گاز پارس، فلات قاره منطقه خارک، شرکت پژوهش و فناوری پتروشیمی مرکز ماهشهر، پالایشگاه فجر، سکوی عملیاتی نصر منطقه سیری، فلات قاره منطقه سیری، فلات قاره سکوی ایلام و مناطق نفتی اهواز با برپایی تجمع‌های اعتراضی نسبت به عدم پیگیری وزیر نفت در خصوص اجرای مصوبه مجلس شورای اسلامی مبنی بر مستثنی کردن کارمندان مناطق عملیاتی از قانون ظالمانه سقف حقوق اعتراض داشتند.[۹۳] آنها خواستار حذف سقف بازنشستگی و پرداخت کامل سنوات، مرجوع کردن مالیات‌های اخذ شده طبق قوانین موجود، اجرای کامل ماده ۱۰ و پرداخت کامل بک پی آن و ادغام نشدن صندوق بازنشستگی نفت با سایر صندوق‌های ورشکسته می‌باشند.[۹۳]
- بنابر گزارش شبکه اجتماعی، دوازدهمین هفته اعتصاب و تجمع اعتراضی کارگران پیمانکاری پالایشگاه‌های گاز پارس جنوبی ادامه یافته است. این تجمع‌ها که به «سه‌شنبه‌های اعتراضی» شناخته می‌شود، هر هفته در اعتراض به خلف وعده دولت در اجرای مطالبات کارگران صورت می‌گیرد[۹۳]
- کارگران پالایشگاه گاز پارسیان در شهرستان مهر استان فارس در ۵ هفته اخیر به سه‌شنبه‌های اعتراضی کارگران پارس جنوبی پیوسته‌اند. معترضان خواهان بازگشت به کار حجت رضایی، نماینده اخراجی کارگران و رسیدگی به سایر مطالبات اعلام شده آنها می‌باشند.[۹۳]

#### ۱۰ آبان
- در تبریز اعتصاب کارگران «شرکت پتروشیمی پلی نار» سه روز است که ادامه دارد. کارگران به وعده‌های توخالی مدیران و پایین بودن حقوق خود اعتراض کردند.[۹۴]
- نانوایان به دلیل کسر یارانه نان و اعتراض به کسر سهمیه‌ها و عملکرد «طرح نانینو» در پنج شهر شامل: شیراز، کرمان، لاهیجان، شیروان خراسان تجمع‌های اعتراضی برپا کردند.[۹۴]

#### ۱۵ آبان
- جمعی از کارگران شاغل در پالایشگاه‌های سوم، پنجم، هفتم، هشتم، نهم، دهم و دوازدهم مجتمع گاز پارس جنوبی در اعتراض به همان مطالبات گذشته تجمع اعتراضی برپا کردند.[۹۵]
- به گزارش اتحادیه آزاد کارگران ایران، جمعی از کارمندان رسمی شرکت نفت و گاز اروندان شاغل در مناطق عملیاتی و مرزی، در اعتراض به کاهش مبلغ بُعد مسافت تجمع اعتراضی برپا کردند.[۹۵]

#### ۱۹ آبان
- گروهی از کارگران شرکت «لاستیک‌سازی دنا» در اعتراض به کاهش تولید کارخانه و عدم به روزرسانی دستگاه‌ها و ماشین‌آلات کارخانه در محل این کارخانه تجمع اعتراضی برپا کردند. این وضعیت باعث شده تا کارگران امیدی به ادامه فعالیت کارخانه نداشته باشند.[۹۶]
- جمعی از کارگران اپراتور (بهره‌برداران) شرکتی پست‌های انتقال و فوق توزیع برق کشور به علت عدم رسیدگی به مطالبات‌شان در برابر ساختمان وزارت نیرو در تهران تجمع اعتراضی برپا کردند. معترضان تأکید کردند که خواسته‌های ما رفع تبعیض در پاداش، اجرای تبدیل وضعیت شغلی، حقوق و مزایای مزدی نسبت به کارگران رسمی است، درحالی‌که مدیران شرکت برق منطقه‌ای و هیئت مدیره به مطالبات ما بی‌توجه هستند.[۹۶]

#### ۲۲ آبان
گروه‌هایی از کارگران مربوط به پالایشگاه‌های سوم، پنجم، هفتم، هشتم، نهم، دهم، یازدهم و دوازدهم مجتمع گاز پارس جنوبی تجمع‌های اعتراضی برپا کردند. مطالبات معترضان حقوق عادلانه و بازگشت به کار نماینده اخراجی کارگران بود، به علاوه اجرای درست طرح طبقه‌بندی مشاغل برای همه کارگران پیمانکاری و اجرای توافقات قبلی در خصوص مرخصی استحقاقی و پرداخت حق کمپ و سایر مطالباتی که قبلاً مطرح شده است.

#### ۶ آذر
- بنابر گزارش رسانه‌ها و شبکه اجتماعی کارگری حدود سه هزار نفر از کارگران پیمانکاری ۱۲ پالایشگاه پارس جنوبی در برابر ستاد مجتمع گاز پارس جنوبی و پالایشگاه دوم تجمع اعتراضی و تحصن برپا کردند. علت این اعتصاب بی‌توجهی مسئولان پارس جنوبی به مطالبات و اعتراضات کارگران در ۱۶ هفته اخیر بوده است. تحصن‌کنندگان شعار دادند: «حقوق عادلانه حق مسلم ماست»، «از شعار تا عمل، وعده‌های بی‌ثمر»، «یک‌کلام، یک‌کلام، مزد بدون تبعیض والسلام والسلام».[۹۹]
- در بروجرد اعتصاب کارگران نساجی در اعتراض به پرداخت نشدن دستمزد و مزایا و حق بیمه ۸ روز است که ادامه دارد.[۹۹]

#### ۱۳ آذر
- کارگران پارس‌جنوبی در عسلویه همراه با خانواده‌های خود در مقابل دفتر مجموعه پارس جنوبی تجمع اعتراضی برپا کردند. معترضان مهلت تا پایان این هفته را برای «شنیدن صدای کارگران» تعیین کردند. رئیس هیئت مدیره کانون انجمن‌های صنفی کارگران پالایشگاه‌های پارس جنوبی اعلام کرد که اگر صدای کارگران شنیده نشود، اعتراضات آنها در سه‌شنبه هر هفته ادامه خواهند یافت.[۱۰۰]
- به گزارش رسانه‌ها و شبکه اجتماعی، در استان بوشهر کارگران پیمانکاری «ارکان ثالث» پالایشگاه گاز جم در اعتراض به تبعیض و بی‌عدالتی مزدی، اعتصاب و تجمع اعتراضی برپا کردند. معترضان با تجمع در برابر ورودی ساختمان اداری این پالایشگاه خواهان اجرای طرح طبقه‌بندی مشاغل، اجرای طرح اقماری، حذف شرکت‌های پیمانکاری، همسان‌سازی حقوق و دستمزد و استفاده از مزایای رفاهی و مناسبتی شدند.[۱۰۰]

#### ۱۴ آذر
- به گزارش اتحادیه آزاد کارگران ایران، در مشهد گروهی از کارگران نیروگاه طوس، در اعتراض به تسویه نشدن معوقات پرسنل و عدم تبدیل وضعیت پرسنل شرکتی بر اساس بخشنامه‌های وزارت نیرو از سال ۱۴۰۰، در محوطه این شرکت تجمع اعتراضی برپا کردند.[۱۰۱]
- به گزارش شورای بازنشستگان ایران، تعدادی از کارمندان بهزیستی یزد در اعتراض به عدم رسیدگی به درخواست‌های آنها، در برابر ساختمان این اداره تجمع اعتراضی برپا کردند.[۱۰۱]

#### ۲۰ آذر
- در شهرستان جم، جمعی از کارگران شرکت پالایش گاز فجر جم در برابر در ورودی ساختمان اداری این پالایشگاه در اعتراض به عدم رسیدگی به مطالبات خود از جمله برای دریافت حقوق عادلانه تجمع اعتراضی برپا کردند.[۱۰۲]
- جمعی از کارگران پیمانکاری مشغول به کار در مجتمع گاز پارس جنوبی به کار خود توقف زده و در برابر ساختمان ستاد اداری این مجتمع در محل پالایشگاه دوم عسلویه، دست به تجمع اعتراضی زدند. معترضان که همراه با خانواده‌های‌شان بودند با راهپیمایی و دادن شعارهای اعتراضی، خواهان رسیدگی به درخواست‌های خود از جمله همسان‌سازی حقوق خود بودند.[۱۰۲]

#### ۲۵ آذر
جمعی از کارکنان شرکت نفت فلات قاره بهرگان در برابر ساختمان مدیریت این شرکت تجمع اعتراضی برپا کردند. این کارکنان همچنین به علت عدم رسیدگی به مطالبات‌شان، در سکوهای پایانه نفتی خلیج‌فارس، سروش، نوروز و بهرگانسر تجمع‌های اعتراضی برپا کردند. معترضان برقراری نظام عادلانه در پرداخت حقوق، پاداش و مزایا، اصلاح طرح طبقه‌بندی مشاغل، اصلاح مالیات و حذف شرکت‌های تأمین نیرو را از جمله درخواست‌های خود اعلام کردند.

#### ۲۶ آذر
- بنابر گزارش کانال تلگرامی اعتراض مدنی بازار، جمعی از جوشکاران پالایشگاه تهران به علت عدم پرداخت چهارماهه حقوقشان در یک اقدام اعتراضی دست به اعتصاب زدند.[۱۰۵]
- در استان تهران کارگران شهرک صنعتی گلگون در اعتراض به قطع مکرر برق تجمع اعتراضی برپا کردند. یکی از کارگران این شهرک صنعتی توسط پلیس امنیت بازداشت شد و تاکنون از وضعیت او خبری نیست.[۱۰۶]

#### ۲۷ آذر
- در استان بوشهر، کارگران پیمانکاری و پروژه‌ای و رانندگان شرکت پالایش گاز «فجر جم» در اعتراض به عدم رسیدگی به مطالبات‌شان تجمع اعتراضی برپا کردند. معترضان خواستار دریافت حقوق و مزایای عادلانه، اصلاح طرح طبقه‌بندی مشاغل و همسان‌سازی حقوق بودند.[۱۰۷][۱۰۸]
- گروهی از کارگران بیکار شده پروژه کارخانه تغلیظ مس درآلو در کرمان به همراه خانواده‌های خود برای ۴ روز پی در پی در محل این کارخانه تجمع اعتراضی برپا کردند. پروژه این کارخانه که در تیر ماه جاری به بهره‌برداری رسید، دارای ظرفیت تولید ۱۰۰ هزار تن کنسانتره مس است که می‌تواند برای این کار ۹۰۰ کارگر را به کار بگیرد.[۱۰۶][۱۰۹]

#### ۳ دی
در ماهشهر کارکنان پتروشیمی کارون در اعتراض به عدم رسیدگی به درخواست‌هایشان دست به اعتصاب زدند. اعتراضات و اعتصابات کارکنان صنعت نفت و گاز در روزهای گذشته در مناطق مختلف ایران ادامه داشته است.

#### ۴ دی
گروهی از کارگران پالایشگاه‌های ۱۲ گانه مجتمع گاز پارس جنوبی، در برابر ستاد اداری این مجتمع در محل پالایشگاه دوم عسلویه، دست به برپایی یک تجمع اعتراضی زدند. معترضان با دادن شعارهای اعتراضی، خواستار رسیدگی به درخواست‌هایشان از جمله ساماندهی وضعیت رانندگان، اجرای صحیح طرح طبقه‌بندی مشاغل و نظام همسان دستمزدها شدند.

#### ۸ دی
کارگران پیمانکاری پارس جنوبی در تجمع اعتراضی خود گفتند: «ما هیچ پشتوانه‌ای نداریم، امتیاز برای نورچشمی‌ها است».

#### ۹ دی
گروهی از کارگران شرکت نی‌شکر هفت‌تپه در اعتراض به تأخیر و تعویق انداختن دولت در پذیرش مالکیت این شرکت، تجمع اعتراضی برپا کرده و شعار می‌دادند: «کارگر هفت‌تپه، اتحاد اتحاد».

#### ۱۲ دی
به گزارش شورای سازماندهی اعتراضات کارگران پیمانی نفت، دو روز است که تجمع اعتراضی کارگران پتروشیمی آبادان برای بازگشت به کار و پرداخت دستمزدها و بیمه‌های معوقه در مقابل فرمانداری این شهر ادامه دارد. معترضان در تجمع خود با شعار «وعده وعید کافیه - سفره ما خالیه»، خواستار روشن شدن وضع بلاتکلیف خود و پرداخت فوری معوقات‌شان شدند. آنها با انتقاد از سفره‌های خالی و وضعیت بحرانی معیشت خود از مسئولان استانی و کشوری خواستند که به مشکل آنها را رسیدگی کنند.

#### ۱۶ دی
به گزارش اتحادیه آزاد کارگران ایران، کارکنان شرکت ایران افق واقع در میدان نفتی یادآوران دست از کار کشیده و در اعتراض به عدم رسیدگی به مطالبات‌شان تجمع اعتراضی برپا کردند.

#### ۱۷ دی
در ایلام جمعی از کارگران اخراج شده شرکت پتروشیمی ارغوان گستر، که برای اخراج آنها از اصطلاح «تعدیل شده» استفاده شده است، تجمع اعتراضی برپا کردند.

#### ۱۸ دی
در تهران جمعی از کارگران و نیروهای شهربان و حریم‌بان، در اعتراض به عدم رسیدگی به مطالبات‌شان در برابر شورای شهر تجمع و تحصن اعتراضی برپا کردند. معترضان خواهان پاسخگویی شهردار تهران بودند و شعار دادند: «ما منتظر زاکانی هستیم، هیچ جا نمی‌ریم همین‌جا هستیم».

#### ۲۹ دی
گروهی از کارگران شرکتی بهره‌برداری از شبکه‌های آبیاری و زهکشی کارون بزرگ و همچنین در رضوان‌شهر جمعی از کارگران کارخانه صنایع چوب و کاغذ ایران (چوکا) در اعتراض به عدم رسیدگی به مطالبات‌شان تجمع‌های اعتراضی برپا کردند.

#### ۱ بهمن
- اتحادیه آزاد کارگران ایران اعلام کرد که در رضوانشهر جمعی از کارگران کارخانه صنایع چوب و کاغذ ایران (چوکا) در اعتراض به عدم دریافت مطالبات مزدی خود تجمع اعتراضی برپا کردند.[۱۲۰]
- در آذربایجان شرقی نیروهای پیمانکاری مخابرات، در اعتراض به عدم رسیدگی و بی‌توجهی به مطالبات‌شان دست از کار کشیده و اعتصاب کردند. معترضان می‌گویند که علت این اعتراض ما مشکلاتِ شدید معیشتی و درد سفره‌های خالی است که فریاد می‌زنیم.[۱۲۰]

#### ۳ بهمن
جمعی از کارکنان شرکت نفت فلات قاره ایران که در منطقه عملیاتی لاوان مشغول به کار هستند، در اعتراض به عدم رسیدگی به در خواست‌هایشان تجمع اعتراضی برپا کردند.

#### ۱۶ بهمن
- گروهی از کارکنان صنایع نفت و گاز ارکان ثالث و کارکنان پروژه‌ای شرکت پالایش گاز فجر جم در استان بوشهر در اعتراض به عدم رسیدگی به درخواست‌های‌شان بار دیگر تجمع اعتراضی برپا کردند.[۱۲۲]
- بنا بر خبر رسانه‌ها، در شهر شوشتر در استان خوزستان کارگران پیمانکاری شرکت بهره‌برداری از شبکه‌های زهکشی و آبیاری کارون بزرگ در اعتراض به عدم رسیدگی به مطالبات‌شان تجمع اعتراضی برپا کردند. این شرکت وابسته به سازمان آب و برق خوزستان است[۱۲۲]
- در شهر شوش کارگران کارخانه قند خاورمیانه به دلیل اجرا نشدن طرح طبقه‌بندی مشاغل و عدم بهبود شرایط کاری‌شان به اعتراض خود ادامه دادند.[۱۲۲]

#### ۶ اسفند
در کاشان کارکنان گروه صنعتی سایپا به علت نارضایتی از حقوق و مزایای دریافتی دست به اعتصاب زدند. آنها در آغاز اعتصاب خود طی صدور بیانیه‌ای اعلام کردند که حداقل حقوق آنها بین ۹ تا ۱۰ میلیون تومان است که با احتساب ۱۰۰ ساعت اضافه‌کاری به حدود ۲۸ میلیون تومان بالغ می‌گردد.

#### ۷ اسفند
- قریب به ۲۰۰ نفر از کارگران معدن زغال‌سنگ «برناکی»، وابسته به مجموعه معادن زغال‌سنگ البرز شرقی، واقع در استان سمنان، در تجمع اعتراضی خود از تأخیر در پرداخت حقوق ماه بهمن و عیدی سال نو، انتقاد و ابراز نگرانی کردند.[۱۲۴]
- جمعی از کارگران شرکت پایانه‌ها و مخازن پتروشیمی بندر ماهشهر در اعتراض به عدم رسیدگی به مطالبات‌شان تجمع اعتراضی برپا کردند.
- جمعی از کارگران کشاورزی و بخش خدمات شرکت نیشکر هفت‌تپه در اعتراض به کاهش حقوق خود اعتصاب و تجمع اعتراضی برپا کردند.[۱۲۴]

#### ۸ اسفند
در تهران جمعی از کارکنان مراکز معاینه فنی کشور علیه واگذاری معاینه فنی به شهرداری در میدان پاستور تهران تجمع اعتراضی برگزار کردند. اعتراض‌کنندگان می‌گویند شهرداری باید ناظر باشد نه اینکه دستورالعمل را عوض کنند و سر خود جلسه بگذارند و معاینه فنی به این نهاد واگذار شود.

#### ۱۳ اسفند
گروهی از کارکنان شرکت نفت فلات قاره ایران مربوط به منطقه عملیاتی لاوان، در اعتراض به عدم رسیدگی به درخواست‌های خود در محوطه این شرکت تجمع اعتراضی برپا کردند.

#### ۱۴ اسفند
شورای سازماندهی اعتراضات کارگران پیمانی نفت خبر داده است که کارکنان منطقه عملیاتی پارسیان به دلیل عدم رسیدگی به مطالبات‌شان دست به اعتصاب و تجمع اعتراضی زده‌اند. کارکنان پیمانی این منطقه عملیاتی در «تابناک، لامرد، وراوس و ایثار» با شعار «اتحاد اتحاد، علیه فقر و فساد» در اعتراض به عدم رسیدگی به وضعیت معیشتی خود اعتراض کردند.

#### ۱۵ اسفند
کارگران شاغل در پروژه سد باغان، در حال اجرا در مرز شهرستان‌های دشتی و جم، در اعتراض به تعویق چهارماهه حقوق خود به کارشان توقف زده و دست به اعتصاب غذا زدند. معترضان می‌گویند هم‌اکنون در آستانه نوروز دست‌شان خالی است و دچار مشکلات اقتصادی، معیشتی و خانوادگی هستند.

#### ۲۰ اسفند
جمعی از کارگران شرکت خدمات مهندسی خط و ابنیه راه‌آهن معروف به «تراورس» با هفت هزار کارگر، در اعتراض نسبت به پرداخت ناقص عیدی خود تجمع اعتراضی برپا کردند. آنها اعلام کردند که کارفرما فقط ۸۵ درصد از مبلغ عیدی، معادل دو ماه حقوق را پرداخت کرده است. کارگران خواهان اقدام فوری شرکت تراورس برای پرداخت باقی‌مانده عیدی و سایر مطالبات معوقه هستند.

#### ۲۱ اسفند
در منطقه عملیاتی لاوان، اعتراضات کارکنان رسمی صنایع نفت و گاز در شرکت نفت فلات قاره ایران جریان داشت.

#### ۲۲ اسفند
- کارکنان شرکت ایران خودرو در اعتراض به عدم رسیدگی به وضعیت معیشتی خود دست به اعتصاب زدند. آنها ضمن دست کشیدن از کار، در محوطه شرکت تجمع اعتراضی برپا کردند.[۱۳۰]
- نیروهای پیمانکاری مخابرات در اعتراض به عدم رسیدگی به مطالبات خود، هم‌زمان در شهرهای مشهد، پیرانشهر، میاندوآب، سردشت، چایپاره، سلماس، پلدشت، ماکو، مهاباد، خوی و ارومیه تجمع‌های اعتراضی برپا کردند.[۱۳۰]

#### ۲۶ اسفند
- از روز ۲۲ اسفندماه بیش از ۳۰۰ نفر از کارگران معدن زغال‌سنگ «زمستان یورت غربی»، به دلیل عدم دریافت حقوق و مزایا و عیدی خود، به کارشان توقف زده و دست به اعتصاب زدند که تا امروز ادامه داشت.[۱۳۱]
- کارکنان ارکان ثالث واحد نرگسی گچساران به علت عدم رسیدگی به درخواست‌های‌شان تجمع اعتراضی برپا کردند.[۱۳۲]

#### ۲۸ اسفند
گروهی از کارکنان شرکت نفت فلات قاره ایران در منطقه عملیاتی لاوان، در اعتراض به عدم رسیدگی به مطالبات خود، در محل کارشان تجمع اعتراضی برپا کردند. مطالبات این کارکنان شامل این موارد بود: پرداخت کامل پاداش سنوات خدمت به کارکنان بازنشسته، حذف تفکیک مشاغل در مناطق عملیاتی و خارج نمودن فوق‌العاده‌های مناطق عملیاتی.

#### ۲۹ اسفند
در اهواز، جمعی از کارکنان و بازنشستگان شرکت ملی نفت ایران در نواحی نفت‌خیز جنوب ایران، با داشتن پلاکاردهای اعتراضی نسبت به عدم رسیدگی به درخواست‌های‌شان راهپیمایی و تجمع اعتراضی برپا کردند.